# تپه اردکلو
تپه اردکلو مربوط به عصر مس است و در شهرستان ملایر، بخش سامن، دهستان سامن، روستای اردکلو واقع شده و این اثر در تاریخ ۲۵ آبان ۱۳۸۷ با شمارهٔ ثبت ۲۳۷۰۰ به‌عنوان یکی از آثار ملی ایران به ثبت رسیده است.